# バラ (スコットランドの行政区)

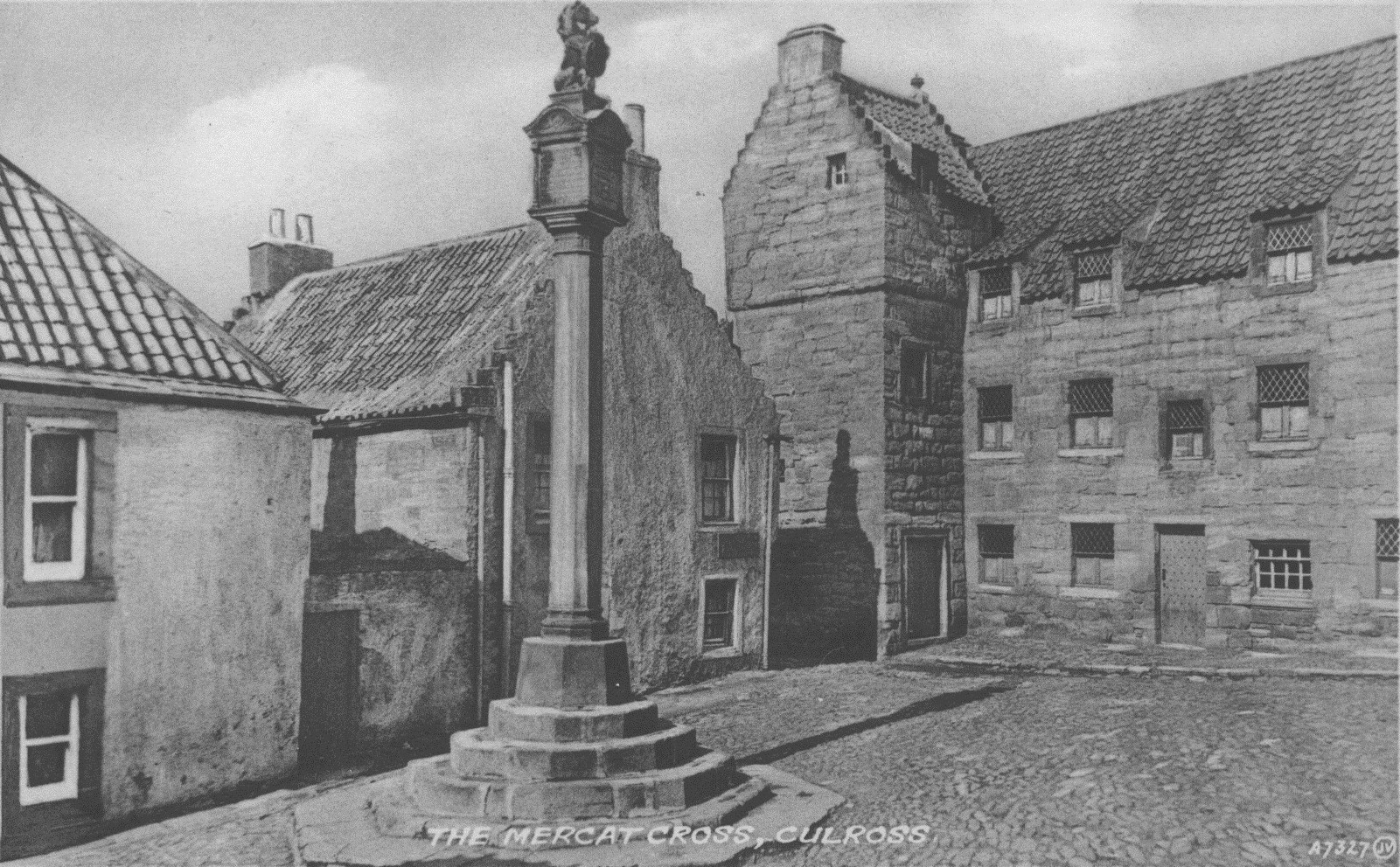
ファイフにある勅許自治都市クーロス

バラ（英語: burgh、[ˈbʌrə]）は、スコットランドと北イングランドにあった公共の自治体であり、たいていは町（英語: Town、スコットランド語: Toun）に相当する。この種の自治体はデイヴィッド1世が最初の勅許自治都市（royal burgh）を創設した12世紀から存在する。バラの位置づけは連合王国の残りの部分に見られる自治都市の位置づけとしばしば似ている。1975年の地方自治体の再編の後「勅許自治都市」の名称はまだ多くの町で使われているが、現在は儀礼的な価値で使用されているに過ぎない。

## 歴史
最初のバラはベリックであった。1130年までにはデイヴィッド1世（治世: 1124年 - 1153年）はその他のバラ、例えばエディンバラやスターリング、ダンファームリン、パース、ダンフリーズ、ジェドバラ、モントローズ、ラナークを設置した。彼の支配下にあった時に憲章を与えられたほとんどの自治都市はおそらく入植地として存在していた。憲章はほとんど一言一句そのままにイングランドで使われていたものから写され、初期の自治都市市民はたいてい招かれたイングランド人とフラマン人の入植者だった。彼らは入植地の外の地域の中で通行料と市場の使用料を商人に課すことができた。大部分の初期のバラは東海岸沿いにあり、成長が大陸との交易で促進され、もっとも大きくて裕福であった、アバディーンやベリック、パース、エディンバラといったバラも東海岸沿いに位置していた。南西部のグラスゴーやエア、カークーブリーは、収益性の低いアイルランドや、さらに小さい規模となるフランスとスペインを相手に海上貿易を行っていた。

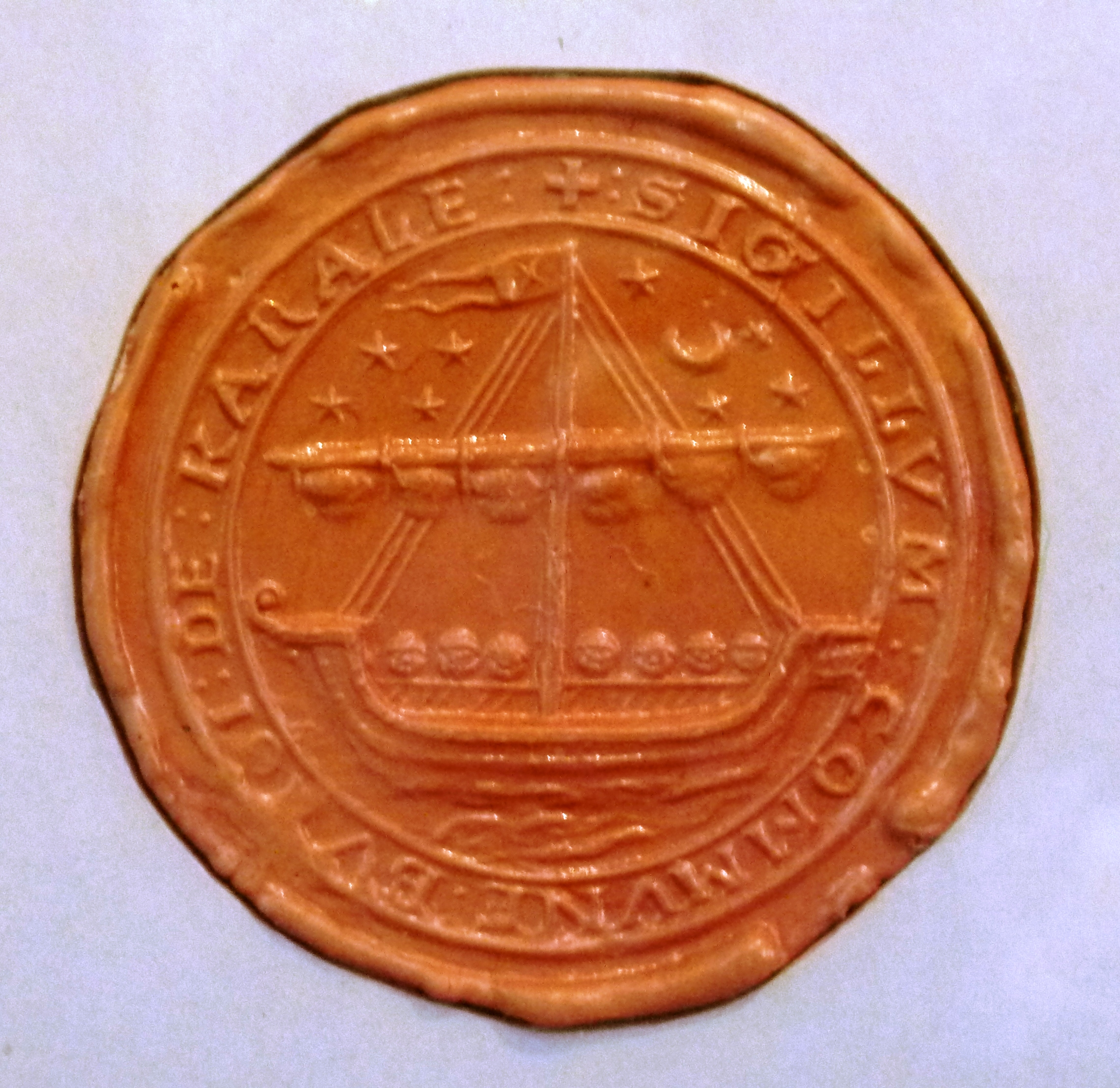
ファイフの漁港であったバラ、クレイルの印章の裏側。

バラはたいてい城の保護のもとにあり、通例、広がった大通りや交差点を持ち、市場十字によって印づけられた自治都市市民と他の住民のための家のそばにある市場があった。16の勅許自治都市の建設はデイヴィッド１世（1124－53）の統治までさかのぼることができ、1296年までには55の自治都市が存在したという証拠がある。主な勅許自治都市に加えて、中世後期には大荘園と教会のバラが激増し、1450年から1516年の間に51の自治都市が造られた。これらの多くは勅許自治都市よりもはるかに小さいものだった。外国貿易から除外されたため、それらは主に地方市場と職人技能の中心としての役目を務めた。バラは普通「居住者」（indwellers）や「遠く離れたところに住む人」（outdwellers）に市場が開かれている日に販売される靴や服、食器、ポット、建具、パン、ビールを含む基本的な工芸品の中心だった。概して、バラは食べ物や原料を頼りにしていた後背地との取引を、外国と貿易をするよりもはるかに多く行った。
バラはスコットランド王国議会における議員選出権を有していた。1707年の合同法の下で、多くが議会選挙区自治都市となり、グレートブリテン議会に議員を選出して参加した。イギリス議会へのグレートブリテン議会の合併から32年後の1832年に改正された人民代表法の下で、バラの境界線は選挙区としての扱いが終了し、必然的に他の目的で用いられる境界線となった。

### 種類
バラにはいくつかの種類がある。
勅許自治都市（ロイヤル・バラ）
勅許により建設されたもの
地方管轄区
貴族および「領地支配権を与えられた貴族の子息」に与えられたもの
大荘園の自治都市
より小さい権力を持った直接受封者に与えられたもの
議会の自治都市または自治都市選挙区
議会選挙区の一種
ポリス・バラ
町政府の「ポリス制度」を処理する自治都市

### 現代の歴史

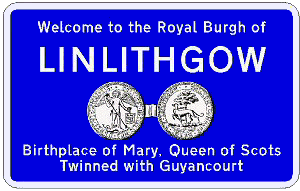
スコットランドにあるリンリスゴーの標識

1833年まで、それぞれのバラは異なる組織構成であった。バラの政府は選挙ではなく自分たちの指名によって管理業務にあたる人を選んでいる自治体の手中にあり、ほとんどの地方政府の機能が行われていなかった。これらはしばしば特別な団体に任されていた。
1834年に2つの法律改革が実行に移された。勅許自治都市法 (3 & 4 Will. IV c. 76) とバラとポリス法 (3 & 4 Will. IV c.46) である。
勅許自治都市法は治安判事と評議員の選挙を準備していた。それぞれの自治都市は市長（provost）や治安判事（magistrates）、評議員（councillors）から成り立つ共同の評議会を持つことになっていた。勅許自治都市の「管轄域」、地域の中、または、その境界線の7法定マイル以内に住んでいるあらゆる議会有権者は、自治都市選挙で投票する権利があった。バラの議会の3分の1が毎年選ばれた。その評議員らは、バラの治安判事として活動し、司法上の案件を処理する役割を果たす、司法権を有する行政官（ベイリー、Bailie）を数多く互選した。 市長もしくは首席治安判事は3年ごとに議会の中から選ばれた。勅許自治都市法もまた最近国会議員の選出権を与えられた12の議会の自治都市に拡張された。 これらは発達する産業の中心であり、憲章がなかったことは別にして、勅許自治都市と等しい権力と特権を持っていた。勅許自治都市は自治体財産つまり「共有財産」（common good）に対する権利を保持していた。この財産は公共の公園や博物館、市民の催しに資金を提供することでバラの住民の利益のために使用された。
バラとポリス法によって勅許自治都市や地方管轄区、大荘園の自治都市の住民は「ポリス制度」を採用することができるようになった。この意味での「ポリス」（Police）とは法執行機関ではなく、「舗装や灯りの整備、清掃活動、見張り、水の供給、そしてそのようなバラを個々に改善する必要で役立つような活動」に要約される様々な地方行政の活動を表している。この法律はバラの戸主による投票における承認に従って採用された。これと後の法律の下で改革されたり作り出されたりしたバラはポリス自治都市として知られるようになった。ポリス自治都市を管理する主要部はポリス委員であった。その委員らは既存のバラの議会によって選出され、有権者による選出ではない。バラの議会は4分の3の多数によってバラのポリス委員になれた。多くの場合、これは同じ人員で構成される議会とポリス委員という、2つの類似したバラの行政部が存在することになったが、両者の法的地位と権限は別個のものであった。1850年の更なる法律によって、既存の自治都市以外の「人口の多い場所」がポリス自治都市となることが可能になった。
1893年、バラの行政における大半の例外が取り除かれ、ポリス委員は議員としての肩書きを与えられ、平行して存在するバラを解消することで全てのバラは1つの自治体になることになった。ポリス制度を取り入れていなかった全ての大荘園のバラと地方管轄区は廃止された。バラの「慣習的な名称」を使用している首席治安判事によって議会は率いられることになっていた。1900年にあらゆる自治都市の首長は、市長(Lord Provost)と認められた自治都市を除いて市長(provost)として知られることとなった。
バラに影響を及ぼす最後の主要な法律が1930年に発効した。1929年の地方行政法によってバラは3つの種類に分けられた。 
- 「都市のカウンティ」: 最も大きい4つの自治都市。これらはバラとカウンティ議会の権力を合わせ持つ。
- 「大きなバラ」（en:Large burgh）: 警察や教育といった主な公益事業を除いてカウンティ議会から独立したもの。
- 「小さなバラ」（en:Small burgh）: 道路清掃や家の建設、電気の管理、下水といった比較的重要でない地方自治機能を果たす。

1973年の地方行政法によってバラは法的に廃止された。その法律の1(5)節には「1975年の5月16日、その日より以前に存在する全ての地方行政地域、つまり全ての州、都市の州、大きなバラ、小さなバラ、地区は存在しなくなり、そのような地域の全ての議会もまた存在しなくなる」と書かれている。だが、その名称は非公式に使用され続けた。
勅許自治都市の共有財産の資産と資金は存在し続けている。それらは現在の地域議会によって管理されている。その地域議会は「公益が以前関連があった地域の住民の利益を顧慮して」これらの財産の運用は以前のバラの住民のためにあることになっている。「いかなる場所...以前は都市の地位にあったシティ、バラ、勅許自治都市」の名誉自由を有するいかなる人や団体も1975年の再編成以降その地位を享受し続けている。

## 特徴

### 市長

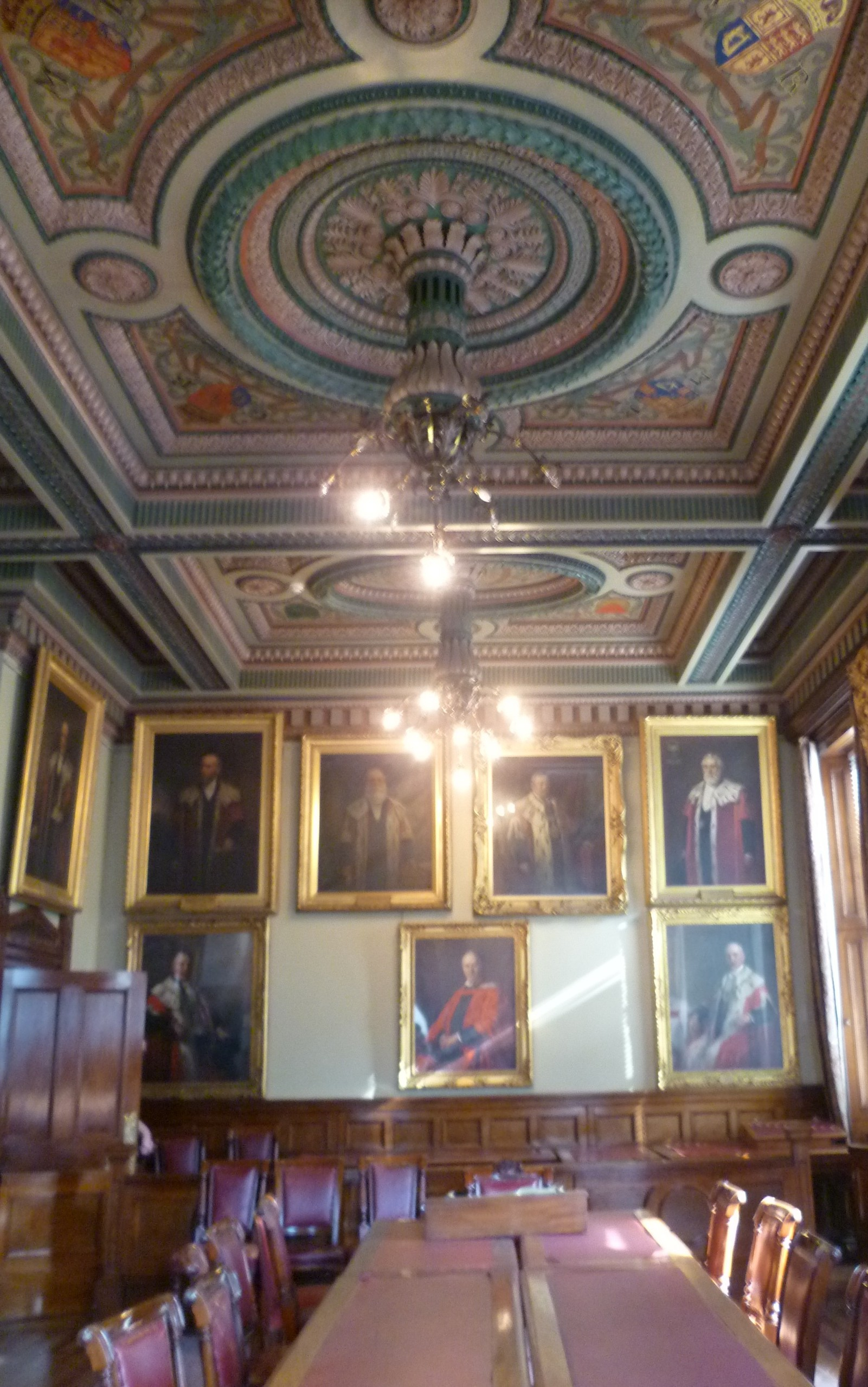
1920年に自治都市ではなくなったリースの議場

市長（mayor）に対応するバラの首席治安判事や議長は市長（プロヴォスト、provost）と呼ばれた。1900年のタウン・カウンシル法（スコットランド）がロード・プロヴォストの都市を除いてその用語を"provost"と標準化するまで多くの異なった肩書が使われていた。1975年からは地方自治体は議長の肩書きを自由に選べるようになり、市長はたくさんのカウンシル・エリアやコミュニティ・カウンシルの議長を務めるように任命された。

### ベイリー
市長の下には治安判事（Magistrate）または司法権を有する行政官（ベイリー、Bailie）がいて、議員を兼ねると共に法律を施行する。一般の仕事のほかにも、彼らはしばしばワインやエール、その他の食料品店で売られている製品の検査といった特定の仕事があった。現代の地域議会は時々単に儀礼的な基準で役目に任命するけれども、ベイリーの名前は1975年に法的な意味が無くなった。例えば、グラスゴー市議会はその称号を年上の議員の名誉的な立場に対して授与する一方、スターリングの議会は4人のベイリーに特定の地理的地域で議長の代わりに行動するよう任命する。

### 自治都市市民
バラでの「自由」を認められた住民は、自治都市市民（burgess）と呼称された。これはイングランドのバラでも同様に使用されている。これらの自由民とその妻は召使い（徒弟など）や使用人を含まない階級であったが、裕福でいられることを保証されていたわけでは無かった。

### ギルド長
ギルド長（Dean of Guild）は建築規制という特定の職務を与えられた「ギルド長裁判所」の議長をしたバラのベイリーの一人が持っていた称号である。その裁判所は1975年に廃止され、関連がある地方自治体に建築規制が移った。ギルド長の役目に対する任命はまだいくつかの地域である。例えばグラスゴーの場合、その任命は議会ではなくマーチャントハウスの手中にあるけれども、ギルド長は市長に続く「グラスゴーの2番目の市民」と言われている。

### 商業における特権
初期のバラは貿易に対して権力が与えられており、19世紀まで貿易をコントロールすることができた。 市民がおおよそ商人と職人に分けられ、その2階級の利益の間にある緊張はしばしば都市の特徴であった。手工業者はたいていギルドを作った。商人にも同様にギルドを持っていたが、多くの商人はそれに属してはおらず大変権力の持った小規模のグループによって管理されていた。商人階級は露天商や行商人から店を所有している人や相当裕福な商人まですべての貿易業者を含んでいた。

## 言語
バラは一般的に地名やイングランド、スコットランド（特にスコットランドとイングランドの境界付近や、北部諸島）、そしてこれらの国の人々が移住した他の国において接尾辞として使われている。 以下に例を挙げる。

### イングランド
例:
- en:Alburgh
- オールドバラ（Aldeburgh）
- バンバラ（英語版）（Bamburgh）
- en:Barnburgh
- en:Bawburgh
- en:Blythburgh
- Brackenburgh
- en:Carrawburgh
- en:Chedburgh
- en:Dickleburgh
- Dunburgh
- en:Drumburgh
- Dunstanburgh（en:Dunstanburgh Castle）
- en:Fleggburgh
- en:Flookburgh
- en:Grundisburgh
- ヘイズブラ（ヘイズバラ、Happisburgh）
- en:Hoo St Werburgh
- en:Ickburgh

- en:Kettleburgh
- Knobersburgh
- en:Longburgh
- Newburgh（en:Newburgh (disambiguation)）
- Pedlersburgh
- Petersburgh, (Cumbria)
- en:Rumburgh
- en:Ryburgh
- Shuckburgh（en:Lower Shuckburgh）
- en:Smallburgh
- Southburgh（en:Cranworth）
- en:St Werburghs
- Tasburgh
- en:Whinburgh and Westfield
- en:Winfrith Newburgh
- en:Yarburgh
- Yorburgh

### スコットランド
- Branderburgh（en:Lossiemouth）
- en:Dryburgh
- エディンバラ（Edinburgh）
- フレイザーバラ（英語版）（Fraserburgh）
- ヘレンズバラ（Helensburgh）
- ジェドバラ（Jedburgh）
- en:Leverburgh
- en:Maryburgh
- en:Musselburgh
- Newburgh（en:Newburgh (disambiguation)）
- Osnaburgh（en:Dairsie）
- en:Roxburgh
- en:Salsburgh
- en:Winchburgh
- Williamsburgh
- :en:Kingsburgh

### その他
- ピッツバーグ（Pittsburgh、アメリカ合衆国）
- プラッツバーグ（Plattsburgh、アメリカ合衆国）
- エディンバーグ (インディアナ州)（英語版）（Edinburgh、アメリカ合衆国）
- en:Edithburgh（オーストラリア）
- en:Kingsburgh（南アフリカ）

そして西ゲルマン語群に属する国では、「Burgh」自体が地名になっているものがある。
- ブラフ・バイ・サンズ（英語版）（Burgh by Sands、イングランド、カンブリア (イングランド)）
- en:Burgh Island（イングランド、デヴォン）
- en:Burgh Le Marsh（イングランド、リンカンシャー）
- en:Burgh on Bain（イングランド、リンカンシャー）
- Burgh next Aylsham（en:Burgh and Tuttington、イングランド、ノーフォーク）
- Burgh St Margaret（Fleggburgh、イングランド、ノーフォーク）
- en:Burgh St Peter（イングランド、ノーフォーク）
- Burgh（イングランド、サフォーク）
- en:Burgh Castle（イングランド、サフォーク）
- Burgh Hill, (Rother)（イングランド、サセックス）
- Burgh Hill, (Wealdon)（イングランド、サセックス）
- en:Burgh Heath（イングランド、サリー）
- Burgh（スコットランド、レンフルーシャー）
- Burgh（オランダ、スハウウェン＝ドイフェラント）

## 参照
1. ↑  J Mackay, The Convention of Royal Burghs of Scotland, From its Origin down to the Completion of the Treaty of Union between England and Scotland in 1707, Co-operative Printing Co. Ltd, Edinburgh 1884, p.2
2. ↑  G. W. S. Barrow, Kingship and Unity: Scotland 1000-1306 (Edinburgh: Edinburgh University Press, 1989), ISBN 074860104X, p. 98.
3. 1 2 3 4  A. MacQuarrie, Medieval Scotland: Kinship and Nation (Thrupp: Sutton, 2004), ISBN 0-7509-2977-4, pp. 136-40.
4. 1 2  R. Mitchison, A History of Scotland (London: Routledge, 3rd edn., 2002), ISBN 0415278805, p. 78.
5. ↑  K. J. Stringer, "The Emergence of a Nation-State, 1100-1300", in J. Wormald, ed., Scotland: A History (Oxford: Oxford University Press, 2005), ISBN 0198206151, pp. 38-76.
6. ↑  B. Webster, Medieval Scotland: the Making of an Identity (St. Martin's Press, 1997), ISBN 0333567617, pp. 122-3.
7. ↑  J. Wormald, Court, Kirk, and Community: Scotland, 1470-1625 (Edinburgh: Edinburgh University Press, 1991), ISBN 0748602763, pp. 41-55.
8. ↑  Royal Burghs (Scotland) Act, 1833 (c.76)
9. 1 2  Mabel Atkinson, The Organisation of Local Government in Scotland, Political Science Quarterly, Vol. 18, No. 1. (March, 1903), pp. 59-87.
10. ↑  Burghs and Police Act (3 & 4 Will.IV c.46)
11. ↑  Police (Scotland) Act 1850 (13 & 14 Vict. c.33)
12. ↑  Burgh Police (Scotland) Act 1892 (1892 c.55)
13. ↑  Local Government (Scotland) Act 1973 (1973 c.65)
14. ↑  Report on the Stirling Burgh Common Good Fund, 9 October 1997
15. ↑  The Local Government Area Changes (Scotland) Regulations 1977 (1977 No. 8) (S. 1)
16. 1 2  “Lord Provost and Bailies”.   Glasgow City Council (2007年3月28日). 2009年8月24日閲覧。
17. ↑  “Stirling’s New Bailies”.   Stirling Council (2008年5月13日). 2009年8月24日閲覧。[リンク切れ]
18. ↑  “Local Government (Scotland) Act 1973 (c. 65) s.227”. UK Statute Law Database.   Office of Public Sector Information (1975年). 2009年8月24日閲覧。
19. ↑  “About the Merchants House of Glasgow”.   Merchants House of Glasgow. 2008年5月13日時点のオリジナルよりアーカイブ。2009年8月24日閲覧。